# Альтенплен
Альтенплен (нем. Altenpleen) — община в Германии, в земле Мекленбург-Передняя Померания.
Входит в состав района Северная Передняя Померания. Подчиняется управлению Альтенплен.  Население составляет 934 человека (на 31 декабря 2010 года). Занимает площадь 20,05 км².